# Parlamentswahl in der Türkei 1935

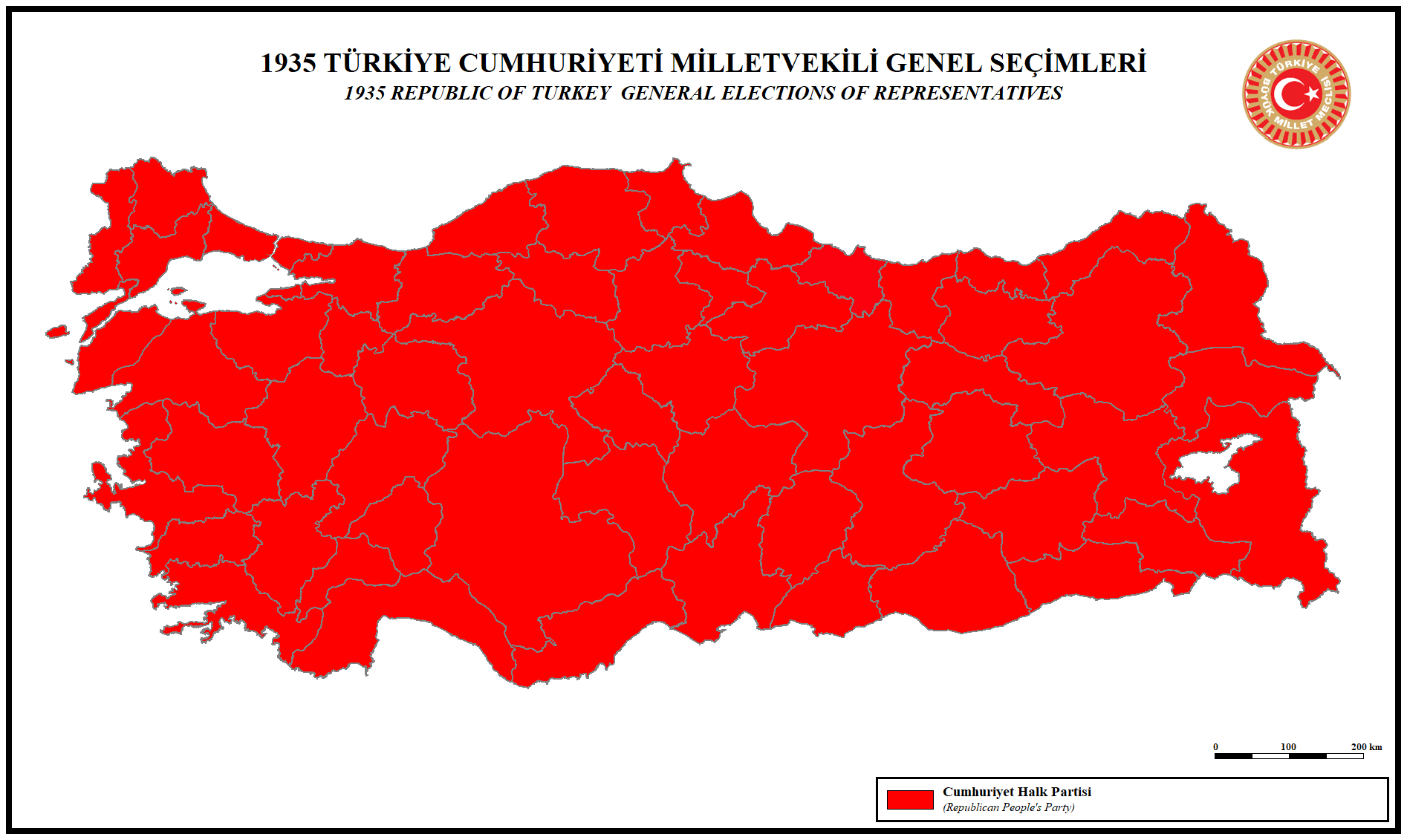

Die Parlamentswahlen in der Türkei 1935 waren allgemeine Wahlen, die am 8. Februar 1935 in der Türkei stattfanden.
Es waren die ersten Parlamentswahlen nach der Verfassungsänderung vom 11. Dezember 1934, bei denen Frauen sowohl das aktive als auch das passive Wahlrecht zustand – und somit auch als Abgeordnete gewählt werden konnten. Es wurden 383 männliche und 17 weibliche Abgeordnete durch das Volk gewählt. Dies ist ein Frauenanteil von  4,25 %. Auch wurde vor der Parlamentswahl das Wahlalter in Bezug auf das aktive Wahlrecht von 18 auf 22 erhöht. Für das passive Wahlrecht legte die Verfassung ein Alter von 30 Jahren fest.
Man konnte aus einer Auswahl von der Republikanischen Volksfraktions (CHF)-Mitgliedern wählen. Der Präsident der Türkischen Republik, Mustafa Kemal Atatürk, war der Parteivorsitzende und wurde von der Partei gleichzeitig als weiterer Präsidentschaftskandidat bestimmt.
Darüber war es die letzte Wahl, in der die Cumhuriyet Halk Fırkası unter diesem Namen auftrat. Es wurden insgesamt 384 CHF-Abgeordnete und 160 Provinzdelegierte gewählt. Unmittelbar nach der Wahl wurde Atatürk zum 4. Mal in seiner Präsidentschaft bestätigt.